# Voli Geiler
Voli Geiler (* 18. November 1915 in Winterthur; † 11. November 1992 in Zürich) war eine Schweizer Theater- und Filmschauspielerin und Kabarettistin.
Sie hatte ihre ersten Auftritte 1935/36 im Sommertheater Winterthur. Danach wurde sie 1936 Mitglied im Berner «Cabaret Bäretatze» und spielte von 1938 bis 1947 im «Cabaret Cornichon» in Zürich. Seit 1948 wurde Voli Geiler vor allem durch gemeinsame Auftritte mit Walter Morath in einem Kabarett-Duo-Programm bekannt, mit dem sie auf Tourneen ging. Weitere Bekanntheit erlangte sie durch Auftritte in Radio und Fernsehen.

## Filmografie
- 1940: Verena Stadler
- 1955: Sie und Er
- 1960: Der Teufel hat gut lachen
- 1969: Das Go-Go-Girl vom Blow-Up
- 1972: Heute nacht oder nie
- 1978: Despair – Eine Reise ins Licht
- 1984: Tanzschule Kaiser (TV-Serie)
- 1986: Der Besuch der alten Dame
- 1991: La fille du régiment